# 小林政子
小林 政子（こばやし まさこ、1924年2月29日 - 2008年6月28日）は、日本の政治家、教育者。衆議院議員（日本共産党公認）を5期務めた。日本共産党名誉幹部会顧問。

## 来歴
新潟県出身。日本大学を卒業後の1944年小学校教諭に就任。東京都教職員組合（都教組）足立支部執行委員婦人部長や全日本自由労働組合（全日自労）足立分会執行委員婦人部長を経て、1951年に足立区議（4期）、1967年には東京都議にそれぞれ当選する。
1969年の衆院選で旧東京10区（足立・葛飾・江戸川区）から出馬し初当選。この選挙では小林のほか、同じく共産党から不破哲三前議長や山原健二郎ら、自民党では森喜朗元首相や浜田幸一など、後に党・政界を牽引する人士が初当選を飾ったことから、「花の昭和44年組」とも称される。以後5期連続で当選し、1983年に地盤を佐藤祐弘に譲り引退を表明。
議員在職中の1973年4月26日に行われた衆議院物価問題等に関する特別委員会の中で、当時の田中角栄首相に対し事実無根の発言を行ったとして20日間の登院停止を命じられた。
2008年6月28日午前4時5分、呼吸不全により東京都足立区の自宅で死去。84歳没。
足立区初の日本共産党区議会議員、都議会議員、衆議院議員で、足立区議会においては初の女性議員でもあった。

## 著書
- 『いつもみんなと - “豆タンク”奮戦記』（新日本出版社、1988年9月、ISBN 9784406016643）